# دبل كلك
شركة دبل كلك (بالإنجليزية: Double-click)‏ هي شركة استحوذت عليها جوجل في عام 2007 والتي طورت وقدمت خدمات عرض الإعلانات عبر الإنترنت. كان من بين عملائها وكالات ومسوقين وناشرين خدموا شركات مثل مايكروسوفت وجنرال موتورز وكوكا كولا وموتورولا ولوريال وشركة بالم وأبل وفيزا ونايكي وكارلسبيرغ، من بين آخرين.
تم تأسيس دبل كلك في عام 1995 على يد كيفن أوكونور ودوايت ميريمان وكان مقرها الرئيسي في مدينة نيويورك بالولايات المتحدة. تم إدراجها سابقًا باسم "DCLK" في بورصة ناسداك (ناسداك)، وتم شراؤها في البداية من قبل شركتي الأسهم الخاصة هيلمان وفريدمان وJMI الأسهم في يوليو 2005.
في 11 مارس 2008، استحوذت جوجل على دبل كلك مقابل 3.1 مليار دولار. في يونيو 2018، أعلنت جوجل عن خطط لإعادة تسمية منصات الإعلانات الخاصة بها، وتم دمج دبل كلك في العلامة التجارية الجديدة لمنصة جوجل للتسويق. اعتمدت المنتجات الأساسية أسماء جديدة. أصبح دبل كلك مدير العطاءات في مساحة العرض والفيديو 360، وأصبح بحث دبل كلك عبارة عن إعلانات شبكة البحث 360، وأصبح دبل كلك للناشرين مدير إعلانات جوجل 360.

## تاريخ

### السنوات المبكرة
في عام 1995، طور كيفن أوكونور ودوايت ميريمان مفهوم دبل كلك في قبو أوكونور. أنشأ الزوج نظامًا لعرض إعلانات البانر عبر شبكة من مواقع الويب وتتبع أدائها لاستهداف مستخدمي الإنترنت بشكل أفضل. جذب المنتج انتباه رجل الأعمال كيفين رايان، الذي انضم لاحقًا كمدير مالي للشركة وأصبح فيما بعد الرئيس التنفيذي لها.
في وقت لاحق من ذلك العام، التقى أوكونور وميريمان مع فيرغوس أوديلي، الرئيس التنفيذي لشركة بوب تايسون. أنشأت بوب تايسون قسمًا للمبيعات التفاعلية، لكنها افتقرت إلى التكنولوجيا لتقديم الإعلانات عبر الإنترنت عبر شبكة مواقع العملاء الخاصة بها. قرر أوكونور وميريمان وعديلي دمج الشركتين. تسبب الاندماج في بعض المشكلات في بوب تايسون، ومع ذلك، لأنه يعني أن فريق مبيعات بوب سيتنافس ضد فرق المبيعات الداخلية للمواقع التي تخدمها. لتصحيح الوضع، في نوفمبر 1995 انفصلوا عن دبل كلك كشركة فرعية مستقلة مملوكة بالكامل. تم تأسيس دبل كلك كواحدة من أقدم مزودي خدمة التطبيقات المعروفين لخدمة الإعلانات عبر الإنترنت—وهي إعلانات البانر بشكل أساسي.

### التطورات المبكرة
أطلقت دبل كلك الاكتتاب العام الأولي في بورصة ناسداك تحت رمز شريط "DCLK" في أوائل عام 1998. في يونيو 1999، أعلنت شركة دبل كلك أنها ستندمج مع شركة العداد المباشر كورب، التي قامت بتسويق بيانات شراء المستهلك لشركات كتالوج. بعد فترة وجيزة، اشتكت مجموعات الخصوصية من أن خطة دبل كلك لدمج معلومات التنميط عبر الإنترنت الخاصة بها مع المعلومات غير المتصلة بالإنترنت التي يجمعها العداد المباشر ستنتهك قواعد الخصوصية، لأنها ستسمح للشركة بمطابقة هوية الشخص مع عاداته عبر الإنترنت، والتي تتعقبها من خلال ملفات تعريف الارتباط. في فبراير 2000، أعلنت لجنة التجارة الفيدرالية أنها بدأت تحقيقًا في هذه المسألة. انتهى التحقيق في أوائل عام 2001، حيث صرحت لجنة التجارة الفيدرالية أنها لم تجد أي دليل على أن دبل كلك استخدمت أو كشفت عن معلومات تعريف شخصية للمستهلكين.
في أبريل 2005، أعلنت شركة هيلمان وفريدمان، وهي شركة أسهم خاصة مقرها سان فرانسيسكو، عن نيتها الاستحواذ على الشركة مقابل 1.1 مليار دولار. بعد الاستحواذ، تم تقسيم الشركة إلى قسمين، قسم إدارة إعلانات الإنترنت وأعمال حلول البيانات[كلمة شائعة] للمسوقين المباشرين.

### الاستحواذ بواسطة شركة جوجل
أعلنت جوجل في 13 أبريل 2007 أنها توصلت إلى اتفاقية نهائية للاستحواذ على دبل كلك مقابل 3.1 مليار دولار أمريكي نقدًا. أثارت الصفقة المخاوف المحيطة بالمنافسة مع كل من لجنة التجارة الفيدرالية والاتحاد الأوروبي. في مايو 2007، طلبت لجنة التجارة الفيدرالية معلومات إضافية حول الصفقة بعد أن حث عليها المنافسون، بما في ذلك مايكروسوفت، الذين اعتقدوا أنها ستمنح جوجل قدرًا كبيرًا من التحكم في الإعلان عبر الإنترنت. 2 في 20 كانون الأول 2007، وافقت لجنة التجارة الفيدرالية على شراء جوجل لدبل كلك من مالكيها هيلمان وفريدمان وJMI الأسهم، قائلة: «بعد مراجعة الأدلة بعناية، توصلنا إلى أن الاستحواذ المقترح من جوجل على دبل كلك من غير المرجح أن يقلل المنافسة بشكل كبير.» منح المنظمون في الاتحاد الأوروبي الموافقة في 11 مارس 2008، وأكملت جوجل عملية الاستحواذ في وقت لاحق من ذلك اليوم. في 2 أبريل 2008، أعلنت جوجل أنها ستلغي 300 وظيفة في دبل كلك بسبب التكرار التنظيمي. سيتم مطابقة الموظفين المختارين داخل مؤسسة جوجل حسب الوظيفة والخبرة.
في عام 2007، بعد وقت قصير من إعلان الاستحواذ، تم الإبلاغ عن أن دبل كلك كانت تعرض إعلانات مصممة لخداع المستخدمين لشراء برامج ضارة. حدث هذا بعد أن خدع موقع ويب ضار العديد من مواقع الويب ذات العلامات التجارية لتقديم الإعلانات.

## منتجات
تقدم دبل كلك منتجات وخدمات تقنية تُباع بشكل أساسي لوكالات الإعلان ووسائل الإعلام. يُعرف خط الإنتاج الرئيسي للشركة رسميًا باسم دارت، والذي يهدف إلى زيادة كفاءة الشراء للمعلنين وتقليل المخزون غير المباع للناشرين. مشروع دارت هي النسخة المعاد تسميتها من نت غرافيتي إيه دي سيرفر، والتي استحوذت عليها دبل كلك بشرائها نت غرافيتي في عام 1999.
في عام 2004، استحوذت دبل كلك على بيرفورمكس. تقدم بيرفورمكس التسويق التابع وتحسين محركات البحث ومنتجات التسويق عبر محركات البحث. تم دمج هذه المنتجات في نظام دارت الأساسي وإعادة تسمية البحث دارت. تحاول دبل كلك تبادل اعلاني (التي تم إصدارها في الربع الثاني من عام 2007) المضي قدمًا إلى أبعد من ذلك من خلال ربط كل من مشتري الوسائط وبائعيها في بورصة إعلانية تشبه إلى حد كبير البورصة التقليدية. في يونيو 2010، أكدت جوجل استحواذها على إنفايت ميديا، وهي منصة جانب الطلب والتي أعادت تسميتها لاحقًا إلى مدير العطاءات دبل كلك.

## جمع البيانات
يستهدف دبل كلك وفقًا لمعايير مختلفة. يمكن تحقيق الاستهداف باستخدام عناوين بروتوكول الإنترنت أو قواعد العمل التي وضعها العميل أو بالرجوع إلى معلومات حول المستخدمين المخزنين باستخدام ملفات تعريف الارتباط على أجهزتهم. بعض أنواع المعلومات التي يتم جمعها هي:
- متصفح ويب
- نظام تشغيل
- مزود خدمة الإنترنت
- عرض نطاق
- وقت اليوم
- عنوان بروتوكول الإنترنت

بالإضافة إلى ذلك، يمكن استخدام معلومات ملفات تعريف الارتباط لاستهداف الإعلانات بناءً على عدد المرات التي تعرض فيها المستخدم لأي رسالة معينة. يُعرف هذا باسم «تحديد عدد مرات الظهور».

## وصلات خارجية
- الموقع الرسمي